# Pago Pago
Pago Pago (uitgesproken als pango pango) is de hoofdstad en de enige havenstad van Amerikaans-Samoa in de Stille Zuidzee. De stad bevindt zich op het eiland Tutuila in het Oostelijk District. Hoewel het vaak een stad wordt genoemd, is het eigenlijk een dorp. In 1990 had Pago Pago 10.640 inwoners. De belangrijkste industrieën zijn het toerisme en de tonijnvangst. De stad is omgeven door verschillende bergen. Op 30 september 2009 werd de stad getroffen door een tsunami.
Pago Pago omvat onder andere de dorpen Fagatogo waar de rechtbank zich bevindt en de thuishaven van de gouverneur Utulei.